# 朱喜
朱喜 （韓語：주희，1989年11月4日—），韓國女子手球運動員，司職守門員，現為韓國國家女子手球隊隊員。

## 簡歷
2012年7月，朱喜代表韓國出戰英國倫敦舉行的奥林匹克运动会女子手球比賽。